# Estelle Ceulemans
Pour les articles homonymes, voir Ceulemans.
Estelle Ceulemans, née le 12 février 1970 à Rocourt (Liège), est une enseignante, personnalité politique belge francophone, dirigeante syndicaliste et députée au Parlement européen (depuis juillet 2024).

## Biographie
D’origine liégeoise, elle a étudié et travaillé à l’Université libre de Bruxelles (ULB) où elle a obtenu une licence en sciences du travail et un diplôme d'études supérieures spécialisées (DES) en gestion du personnel.
Au niveau académique, elle est, de 1999 à 2000, collaboratrice scientifique au département d'économie appliquée (Dulbea) à l'ULB et de 2012 à 2021 maître de conférence pour le cours d’organisation technique et financière de la sécurité sociale à l'ULB.
Elle travaille de 2000 à 2006 dans des cabinets socialistes sur les matières d'emploi et de sécurité sociale. Au début de 2007, elle rejoint la Fédération générale du travail de Belgique (FGTB). Elle est successivement conseillère et directrice du service d’études avant d’être élue Secrétaire fédérale et Secrétaire générale de la FGTB Bruxelles. En mai 2024, elle démissionne de ses fonctions.
Elle a été membre ou présidente de conseils d'administration/de gestion : ONSS, ONSS-Gestion globale,Institut national d'assurance maladie-invalidité (INAMI), Famifed, SFP, Fedris, Ossom, Caami, Conseil national du travail et du Conseil central de l’économie, P&V Assurances, Centre national de coopération au développement (CNCD 11.11.11), l'ONG Solsoc, Institut fédéral des droits humains, Brupartners, Actiris – Iriscare – Bruxelles Formation.
En juin 2024, elle est élue député au Parlement européen au sein du groupe de l'Alliance progressiste des socialistes et démocrates (S&D). Au sein du Parlement européen, elle est membre et coordinatrice de la Commission de l'emploi et des affaires sociales (EMPL), des Commissions environnement et santé, de la délégation à l'assemblée parlementaire paritaire de l'Organisation des pays d'Afrique, des Caraïbes et du Pacifique (OEACP)-UE et de la délégation à l'assemblée parlementaire paritaire Afrique-UE.